# Achaius margineguttatus
Achaius margineguttatus är en stekelart som först beskrevs av Johann Ludwig Christian Gravenhorst 1829.  Achaius margineguttatus ingår i släktet Achaius och familjen brokparasitsteklar. Arten är reproducerande i Sverige. Inga underarter finns listade i Catalogue of Life.